# Alberta van Egmont
Alberta van Egmont (1593 - 1621) was een adellijke vrouwe.
Haar ouders waren Karel van Egmont de Gavre en Maria dite d'Aix de Lens d'Aubigny.
Ze trouwde in 1611 met René van Renesse van Elderen en hun kinderen waren Maria, Florentina Margaretha, en Alexander van Renesse van Elderen.
In 1615 kochten zij de heerlijkheid Heeze. Na de moord op René in 1637 kwam deze heerlijkheid aan Alexander.